# Desmodium campylocaulon
Desmodium campylocaulon är en ärtväxtart som beskrevs av George Bentham. Desmodium campylocaulon ingår i släktet Desmodium och familjen ärtväxter. Inga underarter finns listade i Catalogue of Life.